# 切斯馬河

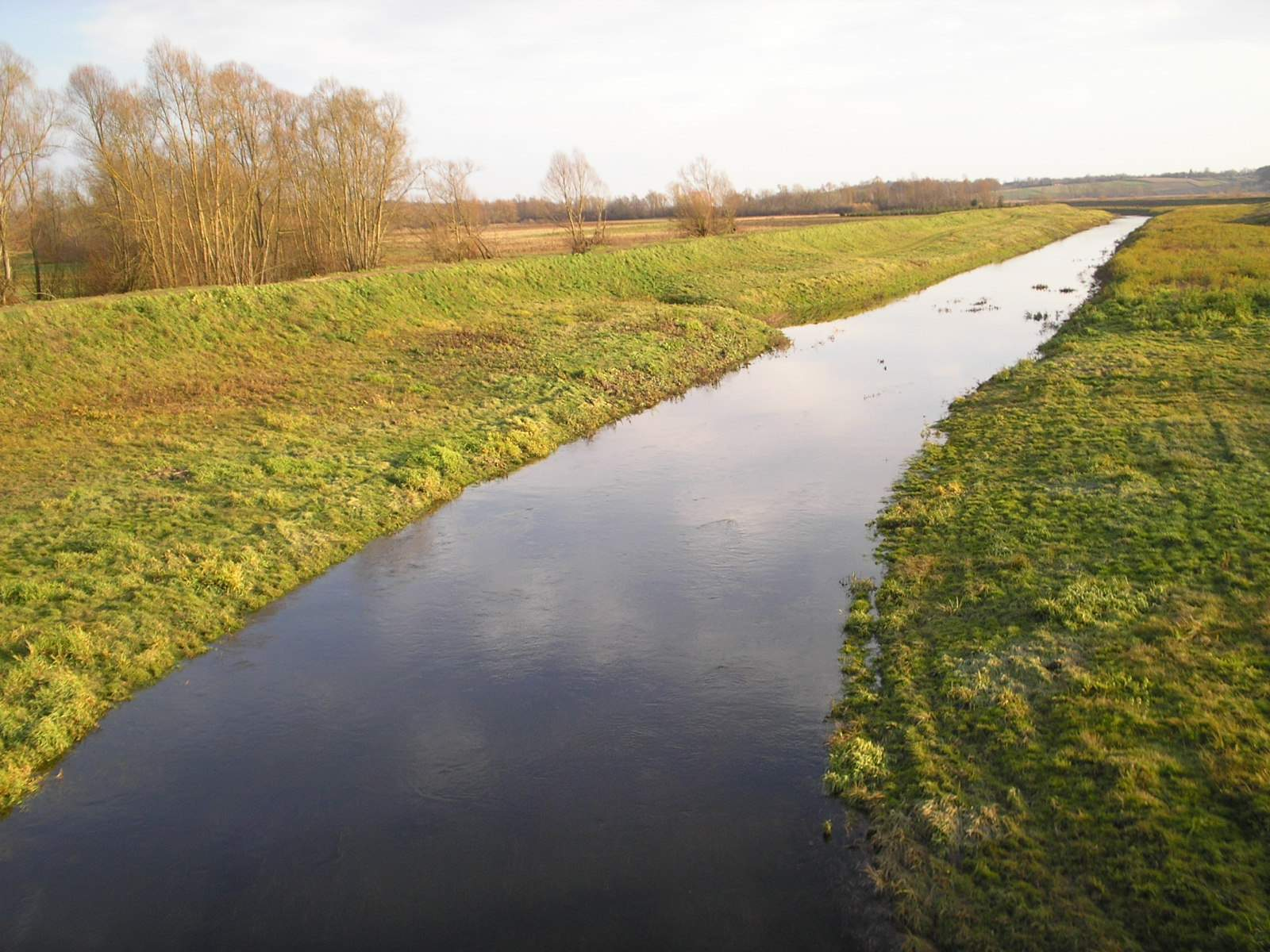

切斯馬河是克羅地亞的河流，位於該國中部，屬於洛尼亞河的左支流，河道全長124公里，流域面積2,608平方公里，河口平均流量每秒14.1立方米，支流有格洛戈夫尼察河。
45°34′31″N 16°28′16″E / 45.57528°N 16.47111°E